# Nicola Tumolero
Nicola Tumolero (ur. 24 września 1994) – włoski łyżwiarz szybki, brązowy medalista olimpijski (2018), mistrz Europy (2018).
Trzykrotnie wystąpił na mistrzostwach świata w łyżwiarstwie szybkim na dystansach. W 2014 roku w Heerenveen zajął 5. miejsce w biegu drużynowym. W 2016 roku w Kołomnej w tej samej konkurencji był 4., a w biegu masowym zajął 11. miejsce. W 2017 roku w Gangneung uplasował się na 6. miejscu w biegu drużynowym, na 13. w biegu na 5000 m i 23. na 1500 m.
W styczniu 2018 roku w Kołomnej zdobył złoty medal mistrzostw Europy na dystansie 5000 m. W mistrzostwach tych zajął również 6. miejsce na dystansie 1500 m.
W lutym 2018 roku po raz pierwszy w karierze wystąpił na zimowych igrzyskach olimpijskich. Zaprezentował się w trzech konkurencjach – zdobył brązowy medal olimpijski w biegu na 10 000 m, w biegu na 5000 m zajął ósme miejsce, a w biegu drużynowym był szósty (wspólnie z nim w drużynie włoskiej wystąpili Riccardo Bugari i Andrea Giovannini).
Czterokrotnie stanął na podium mistrzostw Włoch. W 2014 roku zdobył brązowy medal w wieloboju, w 2016 roku dwa srebrne medale w wieloboju i biegu masowym, a rok później srebrny w wieloboju.